# MYL6
MYL6‏ (Myosin light chain 6) هوَ بروتين يُشَفر بواسطة جين MYL6 في الإنسان.